# ニライカナイからの手紙
『ニライカナイからの手紙』 (にらいかないからのてがみ) は、熊澤尚人が自身のオリジナル脚本を監督した2005年の日本映画。
蒼井優の初単独主演映画である。
沖縄の竹富島を舞台に、東京で離れて暮らす母と、母から毎年誕生日に送られてくる手紙を支えに生きる少女との絆、そして少女の成長を、沖縄の美しい風景をバックに綴る。

## ストーリー
沖縄本島から、はるか南の八重山諸島。そのうちの一つである竹富島で、父の死後、郵便局長であるオジイと2人で暮らしていた風希。毎年誕生日に、東京で暮らす母から届く手紙は、風希を励まし、勇気づけ、彼女にとって何よりの宝物であった。
いつしか亡き父のカメラを手に写真の練習を始める風希。14歳の誕生日に20歳になったら全てを話すという内容の手紙が届き、その約束を信じる風希は高校を卒業して上京する。そして20歳の誕生日がやって来る。

## スタッフ
- プロデューサー：井筒雅博/脇坂嘉紀/三木裕明
- プロデューサー補：堀込寛之
- 監督・脚本： 熊澤尚人
- 撮影： 藤井昌之
- 美術： 花谷秀文
- 照明： 兼城明盛
- 録音： 古谷正志
- 編集： 山中貴夫
- 音楽： 中西長谷雄
- 主題歌作曲：織田哲郎
- 原作：堀込寛之

## キャスト
- 安里風希：蒼井優
- 安里尚栄：平良進 … 風希の祖父。
- 安里昌美：南果歩 … 風希の母親。
- 内盛海司：金井勇太
- 鳩山レイナ：かわい瞳
- 平良美咲：比嘉愛未
- 相葉幸子：中村愛美
- 崎山：斎藤歩
- 田中：前田吟 … 東京・渋谷一郵便局長役。